# Alberto Ortiz Moreno
Alberto Ortiz Moreno, más conocido como Tito (15 de febrero de 1985, Santa Coloma de Gramanet, Cataluña) es un futbolista español que actualmente juega en el CEFS Vidrerenca.

## Trayectoria
Jugador criado en el fútbol base de la UDA Gramenet, donde llegó a jugar con el primer equipo antes de militar en las filas del filial del RCD Espanyol durante tres temporadas, jugando entremedias en el Legia de Varsovia como cedido. Finalmente, jugó en el, ya desaparecido, Benidorm Club de Fútbol una temporada antes de recalar en el Llagostera en el 2011.
En el Llagostera lograron lo que se creía imposible para este club: jugar en Segunda División. Después de una muy buena campaña en la temporada 2014-2015 logrando no solo la permanencia, sino la casi clasificación para los playoff. En las filas del club catalán, Tito jugó un total de 159 partidos, además de conseguir el ascenso a Segunda División la 2013/14, categoría en la que sumó más de 4.600 minutos. Lamentablemente en la campaña 2015-16 no han pudo repetir este logro y el conjunto blaugrana descendió a la categoría de bronce del fútbol español.
Tras el descenso del club catalán, firma con el UCAM Murcia hasta junio de 2017.